# Ivan Dečak
Ivan Dečak (Virovitica, 20. listopada 1979.), hrvatski je pjevač, skladatelj i tekstopisac grupe Vatra.

## Životopis
Ivan Dečak rođen je u Virovitici 20. listopada 1979 godine, gdje je pohađao glazbenu školu i gimnaziju. 1999. godine osniva sastav Vatra te kontinuirano gradi ozbiljnu glazbenu karijeru. Općenita inspiracija za njegove skladbe je brit pop. Krajem 1999. godine seli se u Zagreb, gdje živi i danas. Ima kćer Ditu sa suprugom Ninom. 2015. godine postao je mentor u reality showu HRT-a, Voice - Najljepši glas Hrvatske.

## Filmografija

### Sinkronizacija
- "Sonic: Super jež 2" kao agent Stone (2022.)
- "Petar Zecimir: Skok u avanturu" kao Busker K. Bushy, Esq. (2021.)
- "Sonic: Super jež" kao agent Stone (2020.)
- "Žuta minuta" kao Solist - "Taj krivi dan" [One Little Slip] (2006.)

## Vanjske poveznice
- Discogs
- Muzika.hr Ivan Dečak nam je ispričao kako su nastale Vatrine omiljene pjesme
- Dopmagazin  Arhivirana inačica izvorne stranice od 27. veljače 2020. (Wayback Machine) Vatra (Ivan Dečak): Ne razmišljam o hejterima, dok oni pišu komentare ja pišem pjesme
- Hrvatsko društvo skladatelja
- ZAMP